# Maison Móricz
Ne doit pas être confondu avec Maison Morice.
La Maison Móricz (en hongrois : Móricz-ház) est un édifice situé à Szeged.